# RC Deportivo de La Coruña (női csapat)
A Deportivo de La Coruña, vagy Deportivo Abanca egy 2016-ban létrehozott női labdarúgócsapat. A Primera Federación résztvevője.

## Klubtörténet
1983-ban a Karbo CF női csapatával történt megállapodást követően, az akkor már két spanyol kupagyőzelemmel és nemzetközi sikerekkel is rendelkező együttes felvette a Karbo Deportivo nevet. 1988-ban a Deportivo La Coruña súlyos pénzügyi problémákkal küszködött és nem tudta tovább finanszírozni a női részleget.
2016-ban a lakosság nyomására újra létrehozták a Deportivo női szakosztályát, majd az Orzán SD csapatának másodosztályú licencét átvéve indulhattak a Segunda División 2016–17-es idényében. Két második helyezés után a 2019-ben sikerült megnyerniük a bajnokságot 26 mérkőzésből mindössze két pontot veszítve. A 2019–20-as bajnokság rövidre szabott idényét a negyedik helyen fejezték be.

## Sikerlista
- Spanyol másodosztályú bajnok (3): 2018–19
- Spanyol kupagyőztes (3): 1983,[1] 1984, 1985[2]

## Játékoskeret
2022. szeptember 10-től
| #  |     | Poszt | Név               |
| -- | --- | ----- | ----------------- |
| 1  | ESP | K     | Yohana Gómez      |
| 13 | ESP | K     | Lucía García      |
| 2  | AZE | V     | Samara Ortiz      |
| 3  | ESP | V     | Lorena Reyna      |
| 5  | ESP | V     | Inés Altamira     |
| 17 | ESP | V     | Patri López       |
| 18 | ESP | V     | Raquel García     |
| 22 | ESP | V     | Cristina Martínez |
| 4  | ESP | KP    | Henar Muiña       |
| 6  | ESP | KP    | Paula Gutiérrez   |

| #  |     | Poszt | Név             |
| -- | --- | ----- | --------------- |
| 7  | ESP | KP    | Eva Dios        |
| 8  | ESP | KP    | Carlota Sánchez |
| 20 | ESP | KP    | Marta Charle    |
| 21 | ESP | KP    | Leticia Sevilla |
| 9  | ESP | CS    | Carlota Suárez  |
| 10 | ESP | CS    | Laura Fernández |
| 11 | BRA | CS    | Millene Cabral  |
| 12 | ESP | CS    | Sara Navarro    |
| 14 | ESP | CS    | Ainhoa Marín    |
| 19 | ESP | CS    | Aroa Guerra     |

## Korábbi híres játékosok
| - Teresa Abelleira - Iris Arnaiz - Sara Álvarez - Tatiana Blanco - Ainoa Campo - Athenea del Castillo - Elisa del Estal - María Figueroa - Jone Ibáñez - Patricia López - Alba Merino - Silvia Mérida - Malena Mieres - Kika Moreno - Alicia Muñoz - Goretti Neira - Peke Barea - Nuria Rábano - Miriam Ríos - María Sampalo | - Carlota Sánchez - Alejandra Serrano - Andrea Sierra - Esther Sullastres - Helena Torres - Ana Valles - Noelia Villegas - Kenni Thompson - Jamamoto Maja - Lady Andrade - Carolina Arbeláez - Noelia Bermúdez - Stephannie Blanco - Lorena Bedoya - Charity Adule - Ilona Redondo - Viktorija Hirin - Gabriela García - Michelle Romero |